# Acergy
Acergy (OSE: ACY, NASDAQ: ACGY) foi uma companhia de serviços de engenharia para a indústria de petróleo, especializada em produção off-shore. Até 2005 era conhecida como Stolt Offshore e Stolt Nielsen Seaway, constituindo parte do grupo Stolt-Nielsen.
Desde o ano de 2010 a Acergy Brasil S/A ajuda ao Projeto Renascer na Música de Jaconé, que pertence ao Projeto Renascer.